# Гремсдорф
Гремсдорф (њем. Gremsdorf) општина је у њемачкој савезној држави Баварска. Једно је од 25 општинских средишта округа Ерланген-Хехштат. Према процјени из 2010. у општини је живјело 1.515 становника. Посједује регионалну шифру (AGS) 9572126.

## Географски и демографски подаци
Гремсдорф се налази у савезној држави Баварска у округу Ерланген-Хехштат. Општина се налази на надморској висини од 270 метара. Површина општине износи 13,0 km². У самом мјесту је, према процјени из 2010. године, живјело 1.515 становника. Просјечна густина становништва износи 117 становника/km².